# Tetrad
Tetrad war eine britische Rockband aus dem südenglischen Bournemouth, Grafschaft Dorset, die 1968 gegründet wurde und aus der Palmer-James Band hervorging. 

## Biographie
Der Gitarrist und Sänger Richard Palmer-James, der Bassist und Sänger John Wetton und der Orgelspieler J. W. „Hutch“ Hutcheson beschlossen nach Uneinigkeiten in der Palmer-James Gruppe eine professionellere Band zu gründen und holten dafür Schlagzeuger Bob Jenkins an Bord. Man spielte ausschließlich Cover-Versionen von damals populären Bands wie Cream, Family oder den Zombies. Ein Vorspiel im Oktober 1968 bei der Plattenfirma Decca blieb erfolglos.
Ein einmaliger Auftritt als Begleitband des legendären afro-amerikanischen R&B-Sängers Clyde McPhatter endete in einem Fiasko, da sich McPhatter nicht an die ausgewählten Lieder hielt und dann auch noch frühzeitig die Bühne verließ. 1969 wurde man des Bandnamens leid und änderte ihn in Ginger Man um. Das letzte Konzert fand am 5. Juli 1969 in Salisbury statt.
Richard Palmer-James wurde unter dem Namen Richard Palmer Gründungsmitglied von Supertramp, später Texter von King Crimson. Heute verdient er sich den Lebensunterhalt hauptsächlich als Texter für diverse Pop- und Rockgruppen. John Wetton wurde einer der bekanntesten Sänger und Bassisten des Progressive Rock und spielte unter anderem in den Bands Mogul Thrash, Family, King Crimson, Roxy Music, Uriah Heep, UK und Asia und verfolgte dann überwiegend eine Solokarriere.

## Jux-Reunion „Jack-Knife“
Im Februar 1978 gab es eine Art Reunion der Band, die in München in den Musicland Studios in nur 10 Tagen juxhalber das Album I Wish You Would unter dem Bandnamen Jack-Knife aufnahm. Wetton, Palmer-James und Hutcheson wurden dabei vom deutschen Schlagzeuger Curt Cress unterstützt. John Wetton hatte gute Kontakte zur Plattenfirma EG Records, die das Album auf den Markt brachte. Aufgenommen wurden einige Stücke, die früher von Tetrad gespielt wurden, und ein paar eigene neue Songs. John Wetton kehrte nach den Aufnahmen zu seiner Band UK nach England zurück, um mit dieser auf Tour zu gehen. 